# E-Prix di Valencia 2021
L'E-Prix di Valencia 2021 è stato il terzo appuntamento del Campionato mondiale di Formula E 2020-2021, suddiviso in due gare, che si è tenuto sul circuito di Valencia il 24 e 25 aprile 2021.
La prima gara è stata vinta da Nyck de Vries, seguito da Nico Müller e da Stoffel Vandoorne. La Pole Position era stata effettuata da António Félix da Costa, mentre il giro veloce è stato effettuato da Robin Frijns.
La seconda gara è stata vinta da Jake Dennis, che ha anche effettuato la Pole Position, seguito da André Lotterer, e da Alex Lynn, quest'ultimo ha anche effettuato il giro veloce.

## Gara 1

### Prove libere
| Pos.           | No.            | Pilota                 | Squadra                   | Tempo          |
| Prove libere 1 | Prove libere 1 | Prove libere 1         | Prove libere 1            | Prove libere 1 |
| -------------- | -------------- | ---------------------- | ------------------------- | -------------- |
| 1              | 13             | António Félix da Costa | DS Techeetah              | 1:27.238       |
| 2              | 28             | Maximilian Günther     | BMW i Andretti Motorsport | 1:27.425       |
| 3              | 22             | Oliver Rowland         | Nissan e.dams             | 1:27.460       |
| Prove libere 2 |                |                        |                           |                |
| 1              | 28             | Maximilian Günther     | BMW i Andretti Motorsport | 1:26.958       |
| 2              | 94             | Alex Lynn              | Mahindra Racing           | 1:26.970       |
| 3              | 17             | Nyck de Vries          | Mercedes EQ               | 1:26.989       |

### Qualifiche
| Gruppi qualifiche | Gruppi qualifiche | Gruppi qualifiche | Gruppi qualifiche | Gruppi qualifiche | Gruppi qualifiche | Gruppi qualifiche |
| ----------------- | ----------------- | ----------------- | ----------------- | ----------------- | ----------------- | ----------------- |
| Gruppo 1          | BIR (1)           | EVA (2)           | FRI (3)           | VAN (4)           | DEV (5)           | WEH (6)           |
| Gruppo 2          | MOR (7)           | JEV (8)           | SIM (9)           | DAC (10)          | RAS (11)          | ROW (12)          |
| Gruppo 3          | SET (13)          | MUL (14)          | GUE (15)          | BUE (16)          | TUR (17)          | DIG (18)          |
| Gruppo 4          | BLO (19)          | LYN (20)          | CAS (21)          | NAT (22)          | DEN (23)          | LOT (24)          |

| Pos.   | No. | Pilota                 | Squadra                   | Qualifica    | SuperPole    | Griglia |
| ------ | --- | ---------------------- | ------------------------- | ------------ | ------------ | ------- |
| 1      | 13  | António Félix da Costa | DS Techeetah              | 1:26.870     | 1:26.522     | 1       |
| 2      | 17  | Nyck de Vries          | Mercedes EQ               | 1:26.914     | 1:26.730     | 7       |
| 3      | 28  | Maximilian Günther     | BMW i Andretti Motorsport | 1:26.868     | 1:26.943     | 2       |
| 4      | 94  | Alex Lynn              | Mahindra Racing           | 1:26.799     | 1:27.022     | 3       |
| 5      | 23  | Sébastien Buemi        | Nissan e.dams             | 1:26.876     | 1:27.053     | 4       |
| 6      | 36  | André Lotterer         | TAG Heuer Porsche         | 1:26.933     |              | 5       |
| 7      | 71  | Norman Nato            | ROKiT Venturi Racing      | 1:26.979     | 6            |         |
| 8      | 22  | Oliver Rowland         | Nissan e.dams             | 1:27.002     | 7            |         |
| 9      | 99  | Pascal Wehrlein        | TAG Heuer Porsche         | 1:27.008     | 9            |         |
| 10     | 37  | Nick Cassidy           | Envision Virgin Racing    | 1:27.072     | 10           |         |
| 11     | 29  | Alexander Sims         | Mahindra Racing           | 1:27.109     | 11           |         |
| 12     | 25  | Jean-Éric Vergne       | DS Techeetah              | 1:27.157     | 12           |         |
| 13     | 27  | Jake Dennis            | BMW i Andretti Motorsport | 1:27.177     | 13           |         |
| 14     | 33  | René Rast              | Audi Sport ABT Schaeffler | 1:27.290     | 14           |         |
| 15     | 4   | Robin Frijns           | Envision Virgin Racing    | 1:27.317     | 15           |         |
| 16     | 48  | Edoardo Mortara        | ROKiT Venturi Racing      | 1:27.338     | 16           |         |
| 17     | 20  | Mitch Evans            | Jaguar Racing             | 1:27.442     | 17           |         |
| 18     | 7   | Sérgio Sette Câmara    | Dragon / Penske Autosport | 1:27.456     | 18           |         |
| 19     | 88  | Tom Blomqvist          | NIO 333                   | 1:27.481     | 19           |         |
| 20     | 10  | Sam Bird               | Jaguar Racing             | 1:27.619     | 20           |         |
| 21     | 11  | Lucas Di Grassi        | Audi Sport ABT Schaeffler | 1:27.634     | 21           |         |
| 22     | 6   | Nico Müller            | Dragon / Penske Autosport | 1:27.644     | 22           |         |
| 23     | 8   | Oliver Turvey          | NIO 333                   | 1:28.524     | 23           |         |
| NC     | 5   | Stoffel Vandoorne      | Mercedes EQ               | Nessun tempo | Nessun tempo | 24      |
| Fonte: |     |                        |                           |              |              |         |

### Gara
| Pos.   | No. | Pilota                 | Squadra                   | Giri | Tempo/Ritiro | Griglia | Punti |
| ------ | --- | ---------------------- | ------------------------- | ---- | ------------ | ------- | ----- |
| 1      | 17  | Nyck de Vries          | Mercedes EQ               | 24   | 48:20.547    | 7       | 25    |
| 2      | 6   | Nico Müller            | Dragon / Penske Autosport | 24   | +13.128      | 22      | 18    |
| 3      | 5   | Stoffel Vandoorne      | Mercedes EQ               | 24   | +24.886      | 24      | 15    |
| 4      | 37  | Nick Cassidy           | Envision Virgin Racing    | 24   | +36.903      | 10      | 12    |
| 5      | 33  | René Rast              | Audi Sport ABT Schaeffler | 24   | +51.650      | 14      | 10    |
| 6      | 4   | Robin Frijns           | Envision Virgin Racing    | 24   | +52.985      | 15      | 8+1   |
| 7      | 11  | Lucas Di Grassi        | Audi Sport ABT Schaeffler | 24   | +2:11.946    | 21      | 6     |
| 8      | 27  | Jake Dennis            | BMW i Andretti Motorsport | 24   | +3:07.061    | 13      | 4     |
| 9      | 25  | Jean-Éric Vergne       | DS Techeetah              | 24   | +4:19.582    | 12      | 2     |
| Rit    | 8   | Oliver Turvey          | NIO 333                   | 24   | Fine energia | 23      |       |
| Rit    | 88  | Tom Blomqvist          | NIO 333                   | 24   | Fine energia | 19      |       |
| Rit    | 71  | Norman Nato            | ROKiT Venturi Racing      | 23   | Fine energia | 6       |       |
| Rit    | 48  | Edoardo Mortara        | ROKiT Venturi Racing      | 20   | Incidente    | 16      |       |
| Rit    | 99  | Pascal Wehrlein        | TAG Heuer Porsche         | 19   | Incidente    | 9       |       |
| Rit    | 36  | André Lotterer         | TAG Heuer Porsche         | 19   | Incidente    | 5       |       |
| Rit    | 20  | Mitch Evans            | Jaguar Racing             | 15   | Incidente    | 17      |       |
| Rit    | 7   | Sérgio Sette Câmara    | Dragon / Penske Autosport | 14   | Incidente    | 18      |       |
| Rit    | 28  | Maximilian Günther     | BMW i Andretti Motorsport | 10   | Incidente    | 2       |       |
| Rit    | 23  | Sébastien Buemi        | Nissan e.dams             | 1    | Incidente    | 4       |       |
| SQ     | 22  | Oliver Rowland         | Nissan e.dams             | 24   | Squalificato | 7       |       |
| SQ     | 29  | Alexander Sims         | Mahindra Racing           | 24   | Squalificato | 11      |       |
| SQ     | 13  | António Félix da Costa | DS Techeetah              | 24   | Squalificato | 1       | 3     |
| SQ     | 94  | Alex Lynn              | Mahindra Racing           | 24   | Squalificato | 3       | 1     |
| SQ     | 10  | Sam Bird               | Jaguar Racing             | 24   | Squalificato | 20      |       |
| Fonte: |     |                        |                           |      |              |         |       |

### Classifiche
La classifica dopo gara 1:
| +/-    | Pos | Pilota                 | Punti |
| ------ | --- | ---------------------- | ----- |
|        | 1   | Nyck de Vries          | 57    |
|        | 2   | Stoffel Vandoorne      | 48    |
|        | 3   | Sam Bird               | 43    |
|        | 4   | Robin Frijns           | 43    |
|        | 5   | Mitch Evans            | 39    |
|        | 6   | Pascal Wehrlein        | 32    |
|        | 7   | René Rast              | 31    |
|        | 8   | Edoardo Mortara        | 30    |
|        | 9   | Nico Müller            | 30    |
|        | 10  | Jean-Éric Vergne       | 27    |
|        | 11  | Alexander Sims         | 24    |
|        | 12  | António Félix da Costa | 24    |
|        | 13  | Nick Cassidy           | 15    |
|        | 14  | Oliver Rowland         | 15    |
|        | 15  | Sérgio Sette Câmara    | 12    |
|        | 16  | Maximilian Günther     | 12    |
|        | 17  | Lucas Di Grassi        | 12    |
|        | 18  | Sébastien Buemi        | 11    |
|        | 19  | Oliver Turvey          | 9     |
|        | 20  | Tom Blomqvist          | 5     |
|        | 21  | Alex Lynn              | 5     |
|        | 22  | Jake Dennis            | 4     |
|        | 23  | Norman Nato            | 1     |
|        | 24  | André Lotterer         | 0     |
| Fonte: |     |                        |       |

Classifica squadre
| +/-    | Pos | Squadra                          | Punti |
| ------ | --- | -------------------------------- | ----- |
|        | 1   | Mercedes EQ Formula E Team       | 105   |
|        | 2   | Jaguar Racing                    | 82    |
|        | 3   | Envision Virgin Racing           | 58    |
|        | 4   | DS Techeetah                     | 51    |
|        | 5   | Audi Sport ABT Schaeffler        | 43    |
|        | 6   | Dragon / Penske Autosport        | 42    |
|        | 7   | TAG Heuer Porsche Formula E Team | 32    |
|        | 8   | ROKiT Venturi Racing             | 31    |
|        | 9   | Mahindra Racing                  | 29    |
|        | 10  | Nissan e.dams                    | 26    |
|        | 11  | BMW i Andretti Motorsport        | 16    |
|        | 12  | NIO 333 Formula E Team           | 14    |
| Fonte: |     |                                  |       |

## Gara 2

### Prove libere
| Pos.           | No.            | Pilota          | Squadra           | Tempo          |
| Prove libere 3 | Prove libere 3 | Prove libere 3  | Prove libere 3    | Prove libere 3 |
| -------------- | -------------- | --------------- | ----------------- | -------------- |
| 1              | 36             | André Lotterer  | TAG Heuer Porsche | 1:35.269       |
| 2              | 99             | Pascal Wehrlein | TAG Heuer Porsche | 1:35.301       |
| 3              | 10             | Sam Bird        | Jaguar Racing     | 1:35.673       |

### Qualifiche
| Gruppi qualifiche | Gruppi qualifiche | Gruppi qualifiche | Gruppi qualifiche | Gruppi qualifiche | Gruppi qualifiche | Gruppi qualifiche |
| ----------------- | ----------------- | ----------------- | ----------------- | ----------------- | ----------------- | ----------------- |
| Gruppo 1          | DEV (1)           | VAN (2)           | BIR (3)           | FRI (4)           | EVA (5)           | WEH (6)           |
| Gruppo 2          | RAS (7)           | MUL (8)           | MOR (9)           | JEV (10)          | SIM (11)          | DAC (12)          |
| Gruppo 3          | CAS (13)          | ROW (14)          | SET (15)          | GUE (16)          | DIG (17)          | BUE (18)          |
| Gruppo 4          | TUR (19)          | BLO (20)          | LYN (21)          | DEN (22)          | NAT (23)          | LOT (24)          |

| Pos.   | No. | Pilota                 | Squadra                   | Qualifica | SuperPole | Griglia |
| ------ | --- | ---------------------- | ------------------------- | --------- | --------- | ------- |
| 1      | 27  | Jake Dennis            | BMW i Andretti Motorsport | 1:31.855  | 1:28.548  | 1       |
| 2      | 36  | André Lotterer         | TAG Heuer Porsche         | 1:31.958  | 1:29.411  | 5       |
| 3      | 94  | Alex Lynn              | Mahindra Racing           | 1:32.585  | 1:29.737  | 2       |
| 4      | 88  | Tom Blomqvist          | NIO 333                   | 1:32.727  | 1:30.202  | 3       |
| 5      | 8   | Oliver Turvey          | NIO 333                   | 1:32.950  | 1:30.403  | 4       |
| 6      | 71  | Norman Nato            | ROKiT Venturi Racing      | 1:33.155  | 1:30.489  | 6       |
| 7      | 25  | Jean-Éric Vergne       | DS Techeetah              | 1:33.198  |           | 7       |
| 8      | 22  | Oliver Rowland         | Nissan e.dams             | 1:33.336  | 8         |         |
| 9      | 23  | Sébastien Buemi        | Nissan e.dams             | 1:33.390  | 9         |         |
| 10     | 7   | Sérgio Sette Câmara    | Dragon / Penske Autosport | 1:33.452  | 10        |         |
| 11     | 29  | Alexander Sims         | Mahindra Racing           | 1:33.479  | 11        |         |
| 12     | 13  | António Félix da Costa | DS Techeetah              | 1:33.604  | 12        |         |
| 13     | 99  | Pascal Wehrlein        | TAG Heuer Porsche         | 1:33.745  | 13        |         |
| 14     | 33  | René Rast              | Audi Sport ABT Schaeffler | 1:33.879  | 14        |         |
| 15     | 48  | Edoardo Mortara        | ROKiT Venturi Racing      | 1:33.898  | 15        |         |
| 16     | 20  | Mitch Evans            | Jaguar Racing             | 1:34.115  | 19        |         |
| 17     | 4   | Robin Frijns           | Envision Virgin Racing    | 1:34.166  | 16        |         |
| 18     | 5   | Stoffel Vandoorne      | Mercedes EQ               | 1:34.416  | 17        |         |
| 19     | 17  | Nyck de Vries          | Mercedes EQ               | 1:34.419  | 18        |         |
| 20     | 10  | Sam Bird               | Jaguar Racing             | 1:34.480  | 20        |         |
| 21     | 6   | Nico Müller            | Dragon / Penske Autosport | 1:34.588  | 21        |         |
| 22     | 11  | Lucas Di Grassi        | Audi Sport ABT Schaeffler | 1:34.610  | 22        |         |
| 23     | 37  | Nick Cassidy           | Envision Virgin Racing    | 1:37.838  | 23        |         |
| 24     | 28  | Maximilian Günther     | BMW i Andretti Motorsport | 1:41.980  | 24        |         |
| Fonte: |     |                        |                           |           |           |         |

### Gara
| Pos.   | No. | Pilota                 | Squadra                   | Giri | Tempo/Ritiro | Griglia | Punti  |
| ------ | --- | ---------------------- | ------------------------- | ---- | ------------ | ------- | ------ |
| 1      | 27  | Jake Dennis            | BMW i Andretti Motorsport | 30   | 46:32.002    | 1       | 25+1+3 |
| 2      | 36  | André Lotterer         | TAG Heuer Porsche         | 30   | +1.483       | 5       | 18     |
| 3      | 94  | Alex Lynn              | Mahindra Racing           | 30   | +2.428       | 2       | 15+1   |
| 4      | 22  | Oliver Rowland         | Nissan e.dams             | 30   | +2.870       | 8       | 12     |
| 5      | 71  | Norman Nato            | ROKiT Venturi Racing      | 30   | +5.811       | 6       | 10     |
| 6      | 33  | René Rast              | Audi Sport ABT Schaeffler | 30   | +8.122       | 14      | 8      |
| 7      | 25  | Jean-Éric Vergne       | DS Techeetah              | 30   | +8.782       | 7       | 6      |
| 8      | 8   | Oliver Turvey          | NIO 333                   | 30   | +11.292      | 4       | 4      |
| 9      | 48  | Edoardo Mortara        | ROKiT Venturi Racing      | 30   | +12.014      | 15      | 2      |
| 10     | 11  | Lucas Di Grassi        | Audi Sport ABT Schaeffler | 30   | +12.405      | 22      | 1      |
| 11     | 23  | Sébastien Buemi        | Nissan e.dams             | 30   | +13.295      | 9       |        |
| 12     | 28  | Maximilian Günther     | BMW i Andretti Motorsport | 30   | +13.594      | 24      |        |
| 13     | 37  | Nick Cassidy           | Envision Virgin Racing    | 30   | +14.329      | 23      |        |
| 14     | 10  | Sam Bird               | Jaguar Racing             | 30   | +15.151      | 20      |        |
| 15     | 20  | Mitch Evans            | Jaguar Racing             | 30   | +17.213      | 19      |        |
| 16     | 17  | Nyck de Vries          | Mercedes EQ               | 30   | +18.444      | 18      |        |
| 17     | 88  | Tom Blomqvist          | NIO 333                   | 30   | +18.885      | 3       |        |
| 18     | 99  | Pascal Wehrlein        | TAG Heuer Porsche         | 30   | +19.274      | 13      |        |
| 19     | 4   | Robin Frijns           | Envision Virgin Racing    | 30   | +19.756      | 16      |        |
| 20     | 6   | Nico Müller            | Dragon / Penske Autosport | 30   | +21.069      | 21      |        |
| 21     | 7   | Sérgio Sette Câmara    | Dragon / Penske Autosport | 30   | +32.079      | 10      |        |
| 22     | 13  | António Félix da Costa | DS Techeetah              | 30   | +59.698      | 12      |        |
| 23     | 29  | Alexander Sims         | Mahindra Racing           | 30   | +1:04.277    | 11      |        |
| Rit    | 5   | Stoffel Vandoorne      | Mercedes EQ               | 20   | Incidente    | 17      |        |
| Fonte: |     |                        |                           |      |              |         |        |

### Classifiche
La classifica dopo gara 2:
Classifica piloti
| +/-    | Pos | Pilota                 | Punti |
| ------ | --- | ---------------------- | ----- |
|        | 1   | Nyck de Vries          | 57    |
|        | 2   | Stoffel Vandoorne      | 48    |
|        | 3   | Sam Bird               | 43    |
|        | 4   | Robin Frijns           | 43    |
|        | 5   | Mitch Evans            | 39    |
|        | 6   | René Rast              | 39    |
|        | 7   | Jean-Éric Vergne       | 33    |
|        | 8   | Jake Dennis            | 33    |
|        | 9   | Edoardo Mortara        | 32    |
|        | 10  | Pascal Wehrlein        | 32    |
|        | 11  | Nico Müller            | 30    |
|        | 12  | Oliver Rowland         | 27    |
|        | 13  | Alexander Sims         | 24    |
|        | 14  | António Félix da Costa | 24    |
|        | 15  | Alex Lynn              | 21    |
|        | 16  | André Lotterer         | 18    |
|        | 17  | Nick Cassidy           | 15    |
|        | 18  | Oliver Turvey          | 13    |
|        | 19  | Lucas Di Grassi        | 13    |
|        | 20  | Sérgio Sette Câmara    | 12    |
|        | 21  | Maximilian Günther     | 12    |
|        | 22  | Sébastien Buemi        | 11    |
|        | 23  | Norman Nato            | 11    |
|        | 24  | Tom Blomqvist          | 5     |
| Fonte: |     |                        |       |

Classifica squadre
| +/-    | Pos | Squadra                          | Punti |
| ------ | --- | -------------------------------- | ----- |
|        | 1   | Mercedes EQ Formula E Team       | 105   |
|        | 2   | Jaguar Racing                    | 82    |
|        | 3   | Envision Virgin Racing           | 58    |
|        | 4   | DS Techeetah                     | 57    |
|        | 5   | Audi Sport ABT Schaeffler        | 52    |
|        | 6   | TAG Heuer Porsche Formula E Team | 50    |
|        | 7   | BMW i Andretti Motorsport        | 45    |
|        | 8   | Mahindra Racing                  | 45    |
|        | 9   | ROKiT Venturi Racing             | 43    |
|        | 10  | Dragon / Penske Autosport        | 42    |
|        | 11  | Nissan e.dams                    | 38    |
|        | 12  | NIO 333 Formula E Team           | 18    |
| Fonte: |     |                                  |       |